# Verein für Leibesübungen Wolfsburg 2013-2014
Questa pagina raccoglie i dati riguardanti il V.f.L. Wolfsburg nelle competizioni ufficiali della stagione 2013-2014.

## Stagione
Nella stagione 2013-2014 il Wolfsburg, allenato da Dieter Hecking, concluse il campionato di Bundesliga al 5º posto. In coppa di Germania il Wolfsburg fu eliminato in semifinale dal Borussia Dortmund.

## Rosa
| N. |                     | Ruolo | Calciatore             |
| -- | ------------------- | ----- | ---------------------- |
| 1  | Svizzera (bandiera) | P     | Diego Benaglio         |
| 21 | Germania (bandiera) | P     | Patrick Drewes         |
| 20 | Germania (bandiera) | P     | Max Grün               |
| 26 | Brasile (bandiera)  | D     | Felipe                 |
| 5  | Svizzera (bandiera) | D     | Timm Klose             |
| 31 | Germania (bandiera) | D     | Robin Knoche           |
| 25 | Brasile (bandiera)  | D     | Naldo                  |
| 2  | Germania (bandiera) | D     | Patrick Ochs           |
| 23 | Germania (bandiera) | D     | Dan-Patrick Poggenberg |
| 34 | Svizzera (bandiera) | D     | Ricardo Rodríguez      |
| 4  | Germania (bandiera) | D     | Marcel Schäfer         |
| 37 | Germania (bandiera) | D     | Moritz Sprenger        |
| 15 | Germania (bandiera) | D     | Christian Träsch       |
| 27 | Germania (bandiera) | C     | Max Arnold             |

| N. |                        | Ruolo | Calciatore         |
| -- | ---------------------- | ----- | ------------------ |
| 7  | Germania (bandiera)    | C     | Daniel Caligiuri   |
| 14 | Belgio (bandiera)      | C     | Kevin De Bruyne    |
| 32 | Germania (bandiera)    | C     | Willi Evseev       |
| 22 | Brasile (bandiera)     | C     | Luiz Gustavo Dias  |
| 19 | Belgio (bandiera)      | C     | Junior Malanda     |
| 6  | Serbia (bandiera)      | C     | Slobodan Medojević |
| 9  | Croazia (bandiera)     | C     | Ivan Perišić       |
| 29 | Rep. Ceca (bandiera)   | C     | Jan Polák          |
| 39 | Germania (bandiera)    | C     | Paul Seguin        |
| 8  | Portogallo (bandiera)  | C     | Vieirinha          |
| 12 | Paesi Bassi (bandiera) | A     | Bas Dost           |
| 30 | Germania (bandiera)    | A     | Stefan Kutschke    |
| 11 | Croazia (bandiera)     | A     | Ivica Olić         |
| 24 | Germania (bandiera)    | A     | Kevin Scheidhauer  |

## Organigramma societario
Area tecnica
- Allenatore: Dieter Hecking
- Allenatore in seconda: Dirk Bremser, Andries Jonker
- Preparatore dei portieri: Andreas Hilfiker
- Preparatori atletici: Oliver Mutschler, Jörg Drill, Patrick Kasprowski, Manfred Kroß, Michele Putaro, Sascha Weiß

## Risultati

### Bundesliga

#### Girone di andata
| Arbitro: | Brych |

|                          |           |  |
| Andreasen 16’ Huszti 84’ | Marcatori |  |

| Arbitro: | Stark |

|                                                 |           |  |
| Knoche 55’ Vieirinha 61’ Naldo 67’ Kutschke 90’ | Marcatori |  |

| Arbitro: | Kinhöfer |

|                              |           |  |
| Choupo-Moting 60’ Müller 78’ | Marcatori |  |

| Arbitro: | Hartmann |

|                           |           |  |
| Olić 42’ Diego 45’ (rig.) | Marcatori |  |

| Arbitro: | Schmidt |

|                           |           |          |
| Sam 24’ Kießling 65’, 90’ | Marcatori | 39’ Olić |

| Arbitro: | Fritz |

|               |           |             |
| Olić 44’, 48’ | Marcatori | 15’ Modeste |

| Arbitro: | Dankert |

|            |           |  |
| Müller 63’ | Marcatori |  |

| Arbitro: | Winkmann |

|  |           |                           |
|  | Marcatori | 31’ Bellarabi 86’ Kumbela |

| Arbitro: | Zwayer |

|            |           |                        |
| Werner 10’ | Marcatori | 35’ Arnold 42’ Gustavo |

| Arbitro: | Aytekin |

|                                |           |  |
| Arnold 7’ Olić 72’ Perišić 89’ | Marcatori |  |

| Arbitro: | Fritz |

|           |           |                               |
| Meier 35’ | Marcatori | 2’ (aut.) Anderson 82’ Arnold |

| Arbitro: | Drees |

|                        |           |          |
| Rodríguez 56’ Olić 69’ | Marcatori | 45’ Reus |

| Arbitro: | Welz |

|             |           |            |
| Ginczek 72’ | Marcatori | 39’ Arnold |

| Arbitro: | Brych |

|                      |           |                |
| Rodríguez 31’ (rig.) | Marcatori | 19’ Çalhanoğlu |

| Arbitro: | Kircher |

|  |           |                                |
|  | Marcatori | 8’ Arnold 11’ Olić 90’ Schäfer |

| Arbitro: | Aytekin |

|                                     |           |            |
| Rodríguez 38’ Diego 53’ Perišić 78’ | Marcatori | 57’ Werner |

| Arbitro: | Perl |

|                        |           |                    |
| Raffael 59’ Arango 64’ | Marcatori | 53’ Diego 85’ Dost |

#### Girone di ritorno
| Arbitro: | Schmidt |

|          |           |                                  |
| Olić 35’ | Marcatori | 28’ Rudņevs 50’, 72’ Bittencourt |

| Arbitro: | Stark |

|                        |           |            |
| Santana 9’ Boateng 81’ | Marcatori | 65’ Arnold |

| Arbitro: | Stieler |

|                                           |           |  |
| Rodríguez 59’ (rig.) Dost 66’ Gustavo 75’ | Marcatori |  |

| Arbitro: | Fritz |

|               |           |                          |
| Skjelbred 21’ | Marcatori | 58’ Knoche 78’ Caligiuri |

| Arbitro: | Kinhöfer |

|                                    |           |         |
| Dost 13’ Gustavo 58’ Rodríguez 73’ | Marcatori | 45’ Sam |

| Arbitro: | Schmidt |

|                                                                          |           |                      |
| Firmino 4’ Süle 37’ Modeste 39’, 43’ Salihović 82’ (rig.) Schipplock 86’ | Marcatori | 15’ Dost 76’ Perišić |

| Arbitro: | Welz |

|           |           |                                                           |
| Naldo 17’ | Marcatori | 26’ Shaqiri 63’, 78’ Müller 66’, 80’ Mandžukić 70’ Ribéry |

| Arbitro: | Brych |

|               |           |             |
| Bellarabi 48’ | Marcatori | 36’ Gustavo |

| Arbitro: | Zwayer |

|          |           |            |
| Olić 81’ | Marcatori | 43’ Werner |

| Arbitro: | Siebert |

|           |           |                                   |
| Prödl 16’ | Marcatori | 2’ Malanda 10’ Perišić 80’ Arnold |

| Arbitro: | Gagelmann |

|                    |           |            |
| Olić 69’ Naldo 89’ | Marcatori | 11’ Aigner |

| Arbitro: | Kircher |

|                          |           |          |
| Lewandowski 51’ Reus 77’ | Marcatori | 34’ Olić |

| Arbitro: | Dankert |

|                                       |           |            |
| Olić 19’ Perišić 22’, 82’ Malanda 69’ | Marcatori | 8’ Feulner |

| Arbitro: | Sippel |

|              |           |                                   |
| Iličević 58’ | Marcatori | 2’ Perišić 42’ De Bruyne 49’ Olić |

| Arbitro: | Aytekin |

|                 |           |                            |
| Perišić 3’, 70’ | Marcatori | 61’ Mehmedi 83’ Terrazzino |

| Arbitro: | Brych |

|             |           |                        |
| Gentner 62’ | Marcatori | 13’ De Bruyne 90’ Olić |

| Arbitro: | Stark |

|                                      |           |            |
| De Bruyne 30’ Perišić 68’ Knoche 81’ | Marcatori | 64’ Kramer |

### Coppa di Germania
| Arbitro: | Drees |

|            |           |                                   |
| Alibaz 90’ | Marcatori | 15’ Perišić 70’ Diego 90’ Schäfer |

| Arbitro: | Perl |

|                     |           |  |
| Diego 45’ Klose 82’ | Marcatori |  |

| Arbitro: | Schmidt |

|                    |           |            |
| Naldo 66’ Olić 89’ | Marcatori | 17’ Caiuby |

| Arbitro: | Gagelmann |

|                  |           |                                           |
| Firmino 39’, 90’ | Marcatori | 26’ (rig.), 44’ (rig.) Rodríguez 64’ Dost |

| Arbitro: | Gräfe |

|                                |           |  |
| Mxit'aryan 13’ Lewandowski 44’ | Marcatori |  |

## Statistiche

### Statistiche di squadra
| Competizione      | Punti | In casa | In casa | In casa | In casa | In casa | In casa | In trasferta | In trasferta | In trasferta | In trasferta | In trasferta | In trasferta | Totale | Totale | Totale | Totale | Totale | Totale | DR  |
| Competizione      | Punti | G       | V       | N       | P       | Gf      | Gs      | G            | V            | N            | P            | Gf           | Gs           | G      | V      | N      | P      | Gf     | Gs     | DR  |
| ----------------- | ----- | ------- | ------- | ------- | ------- | ------- | ------- | ------------ | ------------ | ------------ | ------------ | ------------ | ------------ | ------ | ------ | ------ | ------ | ------ | ------ | --- |
| Bundesliga        | 60    | 17      | 11      | 3       | 3       | 37      | 22      | 17           | 7            | 3            | 7            | 26           | 28           | 34     | 18     | 6      | 10     | 63     | 50     | +13 |
| Coppa di Germania | -     | 2       | 2       | 0       | 0       | 4       | 1       | 3            | 2            | 0            | 1            | 6            | 5            | 5      | 4      | 0      | 1      | 10     | 6      | +4  |
| Totale            | -     | 19      | 13      | 3       | 3       | 41      | 23      | 20           | 9            | 3            | 8            | 32           | 33           | 39     | 22     | 6      | 11     | 73     | 56     | +17 |

### Andamento in campionato
| Giornata  | 1  | 2 | 3 | 4 | 5  | 6 | 7  | 8  | 9 | 10 | 11 | 12 | 13 | 14 | 15 | 16 | 17 | 18 | 19 | 20 | 21 | 22 | 23 | 24 | 25 | 26 | 27 | 28 | 29 | 30 | 31 | 32 | 33 | 34 |
| --------- | -- | - | - | - | -- | - | -- | -- | - | -- | -- | -- | -- | -- | -- | -- | -- | -- | -- | -- | -- | -- | -- | -- | -- | -- | -- | -- | -- | -- | -- | -- | -- | -- |
| Luogo     | T  | C | T | C | T  | C | T  | C  | T | C  | T  | C  | T  | C  | T  | C  | T  | C  | T  | C  | T  | C  | T  | C  | T  | C  | T  | C  | T  | C  | T  | C  | T  | C  |
| Risultato | P  | V | P | V | P  | V | P  | P  | V | V  | V  | V  | N  | N  | V  | V  | N  | P  | P  | V  | V  | V  | P  | P  | N  | N  | V  | V  | P  | V  | V  | N  | V  | V  |
| Posizione | 16 | 8 | 9 | 8 | 12 | 6 | 11 | 14 | 9 | 6  | 5  | 5  | 5  | 6  | 5  | 5  | 5  | 6  | 6  | 6  | 5  | 5  | 5  | 5  | 6  | 6  | 5  | 5  | 6  | 5  | 5  | 5  | 5  | 5  |

Legenda:

Luogo: C = Casa; T = Trasferta. Risultato: V = Vittoria; N = Pareggio; P = Sconfitta.

### Statistiche dei giocatori
| Giocatore      | Bundesliga | Bundesliga | Bundesliga  | Bundesliga | Coppa di Germania | Coppa di Germania | Coppa di Germania | Coppa di Germania | Totale   | Totale | Totale      | Totale     |
| Giocatore      | Presenze   | Reti       | Ammonizioni | Espulsioni | Presenze          | Reti              | Ammonizioni       | Espulsioni        | Presenze | Reti   | Ammonizioni | Espulsioni |
| -------------- | ---------- | ---------- | ----------- | ---------- | ----------------- | ----------------- | ----------------- | ----------------- | -------- | ------ | ----------- | ---------- |
| D. Benaglio    | 29         | 0          | 0           | 0          | 4                 | 0                 | 0                 | 0                 | 33       | 0      | 0           | 0          |
| P. Drewes      | -          | -          | -           | -          | -                 | -                 | -                 | -                 | -        | -      | -           | -          |
| M. Grün        | 6          | 0          | 0           | 0          | 1                 | 0                 | 0                 | 0                 | 7        | 0      | 0           | 0          |
| Felipe         | -          | -          | -           | -          | -                 | -                 | -                 | -                 | -        | -      | -           | -          |
| T. Klose       | 10         | 0          | 1           | 1          | 2                 | 1                 | 1                 | 0                 | 12       | 1      | 2           | 1          |
| R. Knoche      | 32         | 3          | 2           | 0          | 3                 | 0                 | 0                 | 0                 | 35       | 3      | 2           | 0          |
| Naldo          | 33         | 3          | 7           | 0          | 5                 | 1                 | 0                 | 0                 | 38       | 4      | 7           | 0          |
| P. Ochs        | 17         | 0          | 7           | 0          | 2                 | 0                 | 0                 | 0                 | 19       | 0      | 7           | 0          |
| D. Poggenberg  | -          | -          | -           | -          | -                 | -                 | -                 | -                 | -        | -      | -           | -          |
| R. Rodríguez   | 34         | 5          | 2           | 0          | 4                 | 2                 | 0                 | 1                 | 38       | 7      | 2           | 1          |
| M. Schäfer     | 21         | 1          | 1           | 0          | 4                 | 1                 | 0                 | 0                 | 25       | 2      | 1           | 0          |
| M. Sprenger    | -          | -          | -           | -          | -                 | -                 | -                 | -                 | -        | -      | -           | -          |
| C. Träsch      | 22         | 0          | 2           | 1          | 4                 | 0                 | 0                 | 0                 | 26       | 0      | 2           | 1          |
| M. Arnold      | 28         | 7          | 3           | 1          | 3                 | 0                 | 0                 | 0                 | 31       | 7      | 3           | 1          |
| D. Caligiuri   | 24         | 1          | 2           | 1          | 3                 | 0                 | 0                 | 0                 | 27       | 1      | 2           | 1          |
| K. De Bruyne   | 16         | 3          | 2           | 1          | 2                 | 0                 | 0                 | 0                 | 18       | 3      | 2           | 1          |
| W. Evseev      | 3          | 0          | 0           | 0          | 1                 | 0                 | 0                 | 0                 | 4        | 0      | 0           | 0          |
| L. Gustavo     | 29         | 4          | 6           | 3          | 4                 | 0                 | 2                 | 0                 | 33       | 4      | 8           | 3          |
| J. Malanda     | 7          | 2          | 0           | 0          | 1                 | 0                 | 0                 | 0                 | 8        | 2      | 0           | 0          |
| S. Medojević   | 20         | 0          | 3           | 0          | 2                 | 0                 | 0                 | 0                 | 22       | 0      | 3           | 0          |
| I. Perišić     | 33         | 10         | 4           | 0          | 5                 | 1                 | 1                 | 0                 | 38       | 11     | 5           | 0          |
| J. Polák       | 18         | 0          | 2           | 0          | 2                 | 0                 | 0                 | 0                 | 20       | 0      | 2           | 0          |
| P. Seguin      | -          | -          | -           | -          | -                 | -                 | -                 | -                 | -        | -      | -           | -          |
| Vieirinha      | 11         | 1          | 1           | 0          | 3                 | 0                 | 0                 | 0                 | 14       | 1      | 1           | 0          |
| B. Dost        | 13         | 4          | 0           | 0          | 2                 | 1                 | 0                 | 0                 | 15       | 5      | 0           | 0          |
| S. Kutschke    | 8          | 1          | 0           | 0          | 1                 | 0                 | 0                 | 0                 | 9        | 1      | 0           | 0          |
| I. Olić        | 32         | 14         | 2           | 0          | 5                 | 1                 | 0                 | 0                 | 37       | 15     | 2           | 0          |
| K. Scheidhauer | -          | -          | -           | -          | -                 | -                 | -                 | -                 | -        | -      | -           | -          |
| Diego          | 15         | 3          | 7           | 0          | 3                 | 2                 | 0                 | 0                 | 18       | 5      | 7           | 0          |
| M. Hasebe      | 1          | 0          | 0           | 0          | -                 | -                 | -                 | -                 | 1        | 0      | 0           | 0          |
| J. Koo         | 10         | 0          | 0           | 0          | 2                 | 0                 | 1                 | 0                 | 12       | 0      | 1           | 0          |
| G. Sio         | 1          | 0          | 0           | 0          | -                 | -                 | -                 | -                 | 1        | 0      | 0           | 0          |